# Sweet Sixteen (motorbåt)
Sweet Sixteen är en motorbåtmodell avsedd för utombordsmotor som tillverkades av Marieholms Bruk under åren 1958 - 1966 (osäkerhet råder om när båten slutade att tillverkas) i ca 700 exemplar. Ett fåtal båtar byggdes även med inombordsmotor
Sw16 premiärvisades i Ostermans Marmorhallar 1958 och levererades med olika motorer, bland annat Gale som ser ut att ha varit det vanligaste alternativet. Även Mercury och Evinrude ska ha förekommit
Skrovet var av glasfiberplast och däcket var gjort i mahognyplywood, den hade en design som för tankarna till Rivas och Chris-Craft Boats båtar. Det sistnämnda kanske förklaras av att båten var en direkt kopia av en amerikansk båt.
Båten hade smeknamnet "Svettiga Sixten", förmodligen för att den är tämligen flatbottnad vilket medför en stötig gång, att den skär i vågorna samt att den har en benägenhet att åka rakt fram vid sväng i planande fart.
Kung Carl XVI Gustafs allra första båt lär för övrigt ha varit just en Sweet Sixteen med inombordsmotor som skall ha varit en gåva från Marieholms bruk till kungen (dåvarande kronprinsen) på hans 18-årsdag.
Data:
Längd öa: 4.7 m (15 fot)
Bredd: 1.85 m  
Djup: 0.9 m  
Deplacement: 280 kg  
Antal hk: 15-50 hk  
Konstruktör: Charles Underwood  
Produktion start: 1958  
Produktion slut: 1966 (ca)  
Antal producerade: ca 700 st  
Introduktionspris: 4,995 kr
Länkar:
http://www.sweet-sixteen.se/
https://web.archive.org/web/20120718013617/http://hem.bredband.net/sw16ren/
Bloggar:
http://svettigasixten.blogg.se/